# Eurema mexicana
Eurema mexicana, às vezes chamado de face-de-lobo-amarelo, é uma borboleta da América do Norte e América do Sul da família Pieridae. Ela pode ser encontrada principalmente no México, mas ocasionalmente é encontrada no centro e sudoeste dos Estados Unidos e, mais raramente, no Canadá.